# Недайвода
Неда́йвода (укр. Недайвода) — село,
Недайводский сельский совет,
Криворожский район,
Днепропетровская область,
Украина.
Код КОАТУУ — 1221884501. Население по переписи 2001 года составляло 1156 человек.
Является административным центром Недайводского сельского совета, в который, кроме того, входят сёла
Заря и
Терноватка.

## Географическое положение
Село Недайвода находится на левом берегу реки Ингулец,
выше по течению на расстоянии в 3,5 км расположено село Искровка (Петровский район),
ниже по течению на расстоянии в 6 км расположено село Лозоватка,
на противоположном берегу — село Терноватка.
По селу протекает пересыхающий ручей с запрудой.
Рядом проходит железная дорога, станция Платформа 27 км.

## История
- 1782 — дата основания.
- 1860 — переименовано  село Надеждовка в село Недайвода[источник не указан 745 дней].

## Объекты социальной сферы
- Школа.
- Детский сад.
- Дом культуры.
- Фельдшерско-акушерский пункт.

## Достопримечательности
- Братская могила советских воинов.

## Персоналии
- Сорокин Павел Васильевич (1919—1943) — Герой Советского Союза, погиб в селе Недайвода.
- Юдин Владимир Георгиевич (1925—1943) — Герой Советского Союза, похоронен в селе Недайвода.
- Увачан Иннокентий Петрович (1919—1943) — Герой Советского Союза, похоронен в селе Недайвода.